# Аполлон
Аполло́н (др.-греч. Ἀπόλλων, лат. Apollo) — в древнегреческой и древнеримской мифологиях бог света (отсюда его прозвище Феб — «лучезарный», «сияющий»), покровитель искусств, предводитель и покровитель муз, предсказатель будущего, бог-врачеватель, покровитель переселенцев, олицетворение мужской красоты. Один из наиболее почитаемых античных богов. В период Поздней Античности олицетворяет Солнце.
Согласно множеству античных мифов — сын Зевса и Лето. В возрасте нескольких дней победил живущего на горе Парнас змея Пифона. Рядом с этим местом расположился город Дельфы, который древние греки считали центром мира. Дельфийский оракул — наиболее почитаемое святилище, в котором от имени Аполлона давали пророческие ответы. Контроль над этим городом, спекуляции относительно трактовок «прорицаний Аполлона» стали весомым политическим фактором в Элладе. О важности этого бога свидетельствуют количество праздников, оракулов и храмов в честь Аполлона, название многих месяцев в календаре в честь той или иной его ипостаси.
После завоевательных походов Александра Македонского культ Аполлона распространился вплоть до Индостана. В Римской республике его культ был принят в V веке до н. э. Пик его почитания приходится на время правления Октавиана Августа. Римский император выстроил стройную идеологическую систему наступления «золотого века», гарантами которого являются император и Аполлон.
Образ Аполлона весьма распространён в изобразительном искусстве в качестве идеала мужской, юношеской красоты. Мифологические сюжеты находят отображение в скульптурах и картинах наиболее известных мастеров Античности, Ренессанса и Нового времени, таких как Пракситель, Рафаэль, Тинторетто, Лукас Кранах Старший и другие. Статуя «Аполлон Бельведерский», по мнению «отца истории искусств», Иоганна Винкельмана, является «высшим идеалом искусства среди всех произведений древности». Изображение Аполлона в окружении муз и величайших поэтов находится в одном из центральных залов Папского дворца в Ватикане рядом с другими всемирно известными фресками Рафаэля.
Античные представления об Аполлоне нашли отображение в философии Нового и Новейшего времени. Любая культура, по мнению Фридриха Ницше, представляет собой сочетание «аполлоновского» разумного и «дионисийского» инстинктивного начал.

## Этимология и происхождение
Существует несколько версий об этимологии имени и происхождении культа Аполлона. Одно из самых ранних упоминаний Аполлона было обнаружено при дешифровке клинописного договора царя Вилусы (Трои) Алаксандуса с хеттским царём Муваталлисом II. Среди божественных свидетелей, представляющих троянскую сторону, вторым после бога грома упомянут хетт. ap-pa-li-u-na-aš. Хеттское свидетельство отражает раннюю форму *Apeljōn, которую также можно предположить из сравнения кипрского Ἀπείλων с дорийским Ἀπέλλων. Исходя из этого Роберт Беекес считал, что Аполлон — результат заимствования анатолийского теонима в древнегреческий язык. Хеттолог Илья Якубович настаивает на обратном направлении заимствования, поскольку Аполлон является общегреческим божеством, тогда как в Анатолии его распространение ограничено одним регионом. По его мнению, раннегреческая форма *apelyon могла стать источником хеттского упоминания так же, как хетт. Alakšanduš отражает др.-греч. Ἀλέξανδρος (Александр — другое имя Париса).
Дешифровщик хеттского языка Б. Грозный выделял в иероглифической надписи из Эмир-Гази слово с идеограммой, напоминавшей ворота, которое он пытался прочитать как Apulunas, производя этот теоним от вавилонского abullu «ворота», учитывая такие эпитеты Аполлона, как Агией («Уличный») и Феарий или Фирей («Дверной»). В последующих научных работах эта этимология была отвергнута.
Ещё одна из версий связывает Аполлона с хеттским богом плодородия Телепину на основании сходства с эпитетом Дельфиний. Это предположение также подвергнуто критике. Российские историки и филологи Л. А. Гиндин и В. Л. Цымбурский пришли к выводу о том, что изначально Аполлон был греко-фригийским верховным богом Трои, откуда его культ распространился среди малоазийских племён, о чём также свидетельствует его описание в «Илиаде» Гомера в качестве главного божественного защитника Троады.
Филологи, которые рассматривали версии происхождения имени древнегреческого бога, отмечали, что этимология слова неизвестна. Филолог и лингвист Ю. В. Откупщиков связывал его происхождение с др.-греч. ἀπελάω «отвращающий» (волков, мышей, саранчу — в зависимости от эпитета). На этом основании он предполагал фракийские истоки культа Аполлона.
Ещё одна версия получила обоснование в работах швейцарского антиковеда В. Буркерта. Согласно ей культ Аполлона имел дорийское происхождение, и его истоки находились на Пелопоннесе. Данное предположение встречается ещё у Плутарха, который связывал имя бога и ἀπέλλα «собрание».
Таким образом, в XXI веке рассматривают три версии о первоначальном происхождении культа Аполлона — малоазийская, северная фракийская и дорийская, каждая из которых имеет своих сторонников и критиков.

## Представления об Аполлоне. Функции

### Архаическая Греция
Изначально Аполлон был неодушевлённым фетишем, который в виде обелиска, камня или колонны помещали перед входными дверями. Эти предметы «уличного» или «дверного» Аполлона в сознании людей являлись источником полезных для человека действий. Из растений, с которыми связывали Аполлона, выделяют лавр, кипарис, дуб и некоторые другие.
Также Аполлона связывали с вороном, журавлём, коршуном и лебедем. По прошествии времён фетишизма, магизма и мантики лебедя стали воспринимать как символ поэзии и музыки, которые олицетворял Аполлон.
Из морских животных в мифах об Аполлоне фигурирует дельфин. Культ Аполлона Дельфиния был широко распространён среди ионян. Ящерица, лягушка и жаба фигурируют в мифах об Аполлоне в связи с их мантическим и хтоническим значениями. Образ Аполлона Савроктона («Ящеробойцы») свидетельствует о борьбе героизма с хтонизмом в конце архаического — начале классического периода древнегреческой истории. Это прослеживается в мифах об убийстве Пифона, гигантов и циклопов.
Эпитет Сминфей («мышиный») упоминается в самом начале «Илиады» Гомера. В зависимости от контекста Аполлона представляли либо как уничтожителя, либо как повелителя этих грызунов.
С развитием сельского хозяйства в греческой мифологии появилось божество плодородия Карн, которое затем стали отождествлять с Аполлоном, получившим эпитет Карнейского. Этот культ получил распространение на Пелопоннесе, Родосе и Крите.
Архаическая стихийно-материальная сущность Аполлона предполагала и определённые его функции. Связь с землёй и сельским хозяйством находит отображение в мифах об Аполлоне-пастухе. Связь Аполлона Агрея с охотой в классический период игнорируют. Она уходит в те времена, когда охота была одним из основных средств существования человека. Впоследствии, когда она стала лишь одним из занятий, то её богиней почитали сестру Аполлона Артемиду. Лук и стрелы у Аполлона являются рудиментами охотничьей архаики, преобразованными впоследствии в украшение и героический атрибут.
Аполлона часто представляли в качестве бога-целителя и одновременно бога-губителя. О первой ипостаси свидетельствуют такие эпитеты, как Алексикакос («Отвратитель зла»), Апотропей («Отвратитель»), Простат («Предстатель», или «Заступник»), Иатромант («Врачегадатель», врач), Акесий («Целитель»), и факт отцовства Асклепия, бога врачевания. О второй, губительной, говорят часто встречаемые эпитеты, связанные со стрельбой из лука: Гекат, Гекаэрг, Гекатебол и другие, а также Ликеген («Потрясатель народов»). Его власть также простиралась на море, сушу и космические явления. С одной стороны, он являлся богом Солнца, одновременно морским божеством с эпитетом Дельфиний, покровителем мореплавания, а также богом берегов и прибрежных скал. Одновременно Аполлон — бог света, в связи с чем и получил свой наиболее распространённый эпитет Феб («Лучезарный», «Сияющий»).

### Классическая Греция
Из всех олимпийских божеств Аполлон известен нам преимущественно на той стадии развития общества, когда стали выделять человеческую личность из окружающей её действительности. Он представляет классический героизм, противопоставляемый периоду, когда человек был слишком слаб, чтобы противостоять силам стихии. В этот период Аполлон становится божеством различных племён и колонизации как таковой. Каллимах приписывал ему основание множества городов. Его именем назвали колонии-поселения выходцев из Эллады, такие как, к примеру, Аполлония Иллирийская, Аполлония Понтийская, Аполлония Киренская и другие. Одновременно он бог юности, различного рода гимнастических состязаний, музыки, танца и искусства как такового. К его окружению стали причислять богинь веселья и радости жизни харит, а также покровительниц искусств и наук муз. Один из его эпитетов, Мусагет, означает «предводитель муз». Также ему свойственны прикладные ремёсла. В представлениях об Аполлоне нашли отображение тенденции к соединению воедино морали, искусства и религии. Так, к примеру, пифагорейцы, связывающие своё учение с Аполлоном, проповедовали особый аскетизм, физические тренировки в сочетании с занятиями музыкой и научными изысканиями. Гармония физического и духовного развития человека представляет в понимании философов О. Шпенглера и Ф. Ницше т. н. «аполлоновского человека».
На той почве в Элладе даже сформировался миф о Гиперборее, которую периодически посещает Аполлон. Эта страна являлась своего рода родиной идеального общества, чья жизнь основана на моральных нормах, связанных с этим олимпийским богом. Гипербореи заняты преимущественно музыкой, танцами, пирами, весельем и молитвами.
Одновременно с приданием новых функций быстро развивающегося древнегреческого общества Аполлон сохранил и свои архаические черты. Наиболее отчётливо это прослеживается в придании ему функции вещать веления Зевса и Земли в Дельфийском оракуле.

### Эллинистическая Греция, Средиземноморье и Азия
Культ Аполлона проник и в другие города и государства Средиземноморья. Так, в трудах древнеримского историка Курция Руфа приведены сведения об особом почитании этого бога в финикийском городе Тире. Согласно Геродоту египтяне отождествляли с Аполлоном сына Исиды Гора, а согласно Клавдию Элиану (170 — после 222) он уже почитается в Египте под своим именем, и ему посвящают воронов и ястребов.
Особое покровительство культу Аполлона оказывал полководец Александра Македонского и основатель государства Селевкидов Селевк I Никатор. Этот правитель даже объявил себя сыном Аполлона. В оракул Дидимы возвратили статую бога, которую персы перевезли в Сузы во время Ионийского восстания 499—493 годов до н. э. В дальнейшем его почитали своим покровителем все последующие Селевкиды.
Статуи Аполлона, привезённые войсками Александра Македонского в Гандхару, стали прототипами изображений Будды. Греческие художники и скульпторы стремились изобразить идеальное обнажённое тело божества. Буддийские художники, взяв за основу образ Аполлона, который почитался правителями Греко-Бактрийского и Индо-Греческого царств, существенно его видоизменили. Они намеренно «округлили» мускулистое тело, дополнили образ своего бога «слоновьими ушами» и рядом других анималистических признаков, в результате чего и получилось классическое изображение Будды.
В эпоху эллинизма образ Аполлона несколько модифицируется в представлениях древних греков. Его начинают воспринимать как аллегорический образ Солнца и огня. Греческие философы и риторы IV—V веков Прокл и Гимерий выдвигают на первый план символику вечной молодости и артистизма. Для этой эпохи характерным становится мифологический нигилизм. Не избежал общей тенденции и культ Аполлона. Названное по имени философа Эвгемера учение эвгемеризм предполагало, что боги являются не небожителями, а их культ возник из трансформации представлений о реальных людях. В подразделе об эвгемеристических толкованиях мифов приведено шесть версий происхождения Аполлона. Древние греки и римляне преимущественно считали данное направление порочным. Древнегреческий писатель Лукиан Самосатский представляет олимпийских богов в качестве обычных людей со свойственными им недостатками. Так, в «Разговорах богов» Аполлон завидует Гефесту, а также подвергается уничижительной критике со стороны Геры. О вырождении мифологии Аполлона в эпоху Поздней Античности свидетельствуют дошедшие до наших дней эпиграммы, в которых вор, выкрадывая статую Аполлона, сравнивает своё ремесло с пророчествами бога и говорит, что статуя ничего плохого ему не сделает, так как он скоро её продаст. В другой эпиграмме Аполлон жалуется на недостаток жертвенного дыма из-за того, что жрец крадёт приносимые божеству жертвы.
В орфическом гимне «К Аполлону» после перечисления множества эпитетов бога находят отображение идеи пифагореизма, где Аполлон представлен в качестве правителя мира, с которым он обращается как с лирой, достигая в нём гармонии. В этом контексте в период Поздней Античности возникла тенденция создания языческого монотеизма в противовес христианству. В нём Аполлону отводили одну из ведущих ролей, либо в качестве принципа равновесия, меры, порядка и гармонии, либо отождествляя его с Солнцем и светом.

### Древний Рим
Мнения антиковедов относительно того, откуда в Рим проникло представление об Аполлоне, расходятся. Среди возможных источников культа Аполлона в Риме называют Кумы, этрусские города, в которых существовал родственный Аполлону культ бога-пастуха и врачевателя Аплу, а также Дельфы. Первое его святилище построили на Фламиниевом лугу на Марсовом поле, так как культовые сооружения чужеземным богам можно было возводить исключительно вне померия. В 433 году до н. э. в городе разразилась эпидемия чумы. Дуумвиры, корпевшие над трактовкой сивиллиных книг, пришли к выводу, что для спасения Рима необходимо построить храм Аполлону. Здание возвели на месте первого святилища в 431 году до н. э. Оно стало местом, где специальная жреческая коллегия занималась трактовкой книг пророчеств кумской сивиллы. Первый храм Аполлона Врачевателя («Medica») оставался единственным, посвящённым данному богу в Риме, вплоть до правления Октавиана Августа. После череды загадочных смертей известных римлян в 180 году до н. э. в столице установили позолоченные статуи Аполлона, Эскулапа и Здоровья (Салюс).
Переосмысление роли Аполлона в Древнем Риме произошло во времена Октавиана Августа и было тесно связано с официальной политикой. Олимпийский бог стал покровителем императора, а впоследствии ему даже стали приписывать отцовство Августа. Религиозные реформы в начале правления Августа были построены вокруг культа Аполлона и сивиллиных пророчеств. На государственном уровне пропагандировали идею наступления «золотого века» и царства Аполлона, гарантами которых выступали олимпийский бог и император. Эта теория сочеталась с моральной добродетелью пиетас, предполагавшей почтение к богам, стране, родителям и предкам, а также лично к Августу как отцу отечества («Pater Patriae»). В данном случае функцией Аполлона стало объединение римского общества и примирение религиозных, политических и социальных антагонизмов. Близкие Аполлону патрицианские культы богов капитолийской триады Юпитера, Юноны и Минервы не только не противоречили связям этого божества с культом почитаемой среди плебеев и рабов Дианы, но и сливались в единую стройную систему религиозных верований в качестве залога счастья и могущества Рима. Причинами, по которым Октавиан считал своим заступником именно Аполлона, называются сходство этого бога с Вейовисом, патроном рода Юлиев, и покровительство Аполлона Энею — мифическому прародителю этого рода.
В 36 году до н. э. молодой правитель Рима освятил храм Аполлона Палатинского, который вскоре стал одним из самых популярных святилищ в Риме. На его дверях изобразили сцены битвы при Акции и мифологические сюжеты, связанные с Аполлоном. В храме стояла статуя бога с чертами императора. Культ Августа-Аполлона противопоставлялся Антонию-Вакху.
Информация о почитании Аполлона у соседей римлян галлов имеется в «Записках о Галльской войне» Гая Юлия Цезаря. В части, где римский полководец даёт описание верований этого народа, Цезарь приводит не их местные имена, а отождествляет с римскими богами. В функции аналога Аполлона у галлов Белена входило излечение от болезней.

### Раннее христианство
Своим вниманием Аполлона не обошли ранние христиане, которые вели идеологическую борьбу с язычеством. Отрицательное отношение к этому олимпийскому богу эволюционировало от примитивного издевательства до понимания античной мифологии как предшественницы христианства и как своего рода аллегории. Тертуллиан презрительно говорил о рабской службе Аполлона у Адмета, двусмысленных и соответственно бесполезных и заведомо правильных оракулах, бессилии защитить свои святилища от разграбления.
Арнобий указывал на отсутствие Аполлона в списке молитв Нумы Помпилия (715—673 годы до н. э.), что, по его мнению, свидетельствовало о том, что это не древнее божество, а выдумка. Правоту Арнобия исследователь А. Ф. Лосев видит в том, что имя Аполлона не было римского происхождения, а было привнесено из Греции. Также Арнобий как раннехристианский автор подчёркивал невероятное количество возлюбленных божества, а также противоречие между званием бога и Аполлоном — слугой ряда персонажей.
Лактанций трактовал Аполлона в качестве демона и Люцифера в христианском смысле этого слова, что, по его мнению, доказывали особенности процесса прорицаний в оракулах. Одновременно он использовал эвгемеристические толкования мифов, преподносил Аполлона в качестве обожествлённой, неизвестно конкретно какой исторической личности из далёкого прошлого.
Не обошёл своим вниманием Аполлона и один из Отцов Церкви Блаженный Августин. Он подчёркивал ничтожество языческого бога, который был вынужден работать слугой у людей, его бессилие защитить греков, бессмысленность ответов оракулов.
По мере того, как язычество перестало представлять реальную угрозу для христианства, апологеты последнего стали относиться к Аполлону не как к реальному демону, а как к вымышленному персонажу античной мифологии, аллегории и источнику историй, несущих поучительные мысли.

## Оракулы
Культ Аполлона был распространён в Греции повсеместно. Во многих храмах Аполлона находились оракулы — святилища, в которых от имени Аполлона давали пророческие ответы на задаваемые вопросы. Большинство античных древнегреческих оракулов связывали с Аполлоном. Наиболее известный из них находился в Дельфах. Согласно античным источникам пифия сидела на треножнике перед расщелиной в скале, из которой выходили испарения. Они приводили жрицу в экстатическое состояние, во время которого она и передавала «ответ бога» в виде бессвязных слов. Жрецы придавали им весьма витиеватую стихотворную форму, предполагавшую двоякие толкования. Так, например, царю Лидии Крёзу накануне войны с царём Персии Киром II Великим пифия предсказала, что если он начнёт войну, то погубит царство. Правитель Лидии перешёл со своими войсками приграничную реку Галис, потерпел поражение и в результате погубил своё царство. Филипп II Македонский умудрился выполнить оба толкования пророчества, в результате чего достиг желаемого. Он, будучи молодым человеком, обратился за советом к Аполлону через пифию о том, как стать повелителем всей Греции. Ответ звучал так: «Сражайся серебряными копьями, и ты везде победишь». При этом македонском царе в фаланге стали использовать длинные копья сариссы. Одновременно, наладив финансовые дела в государстве, Филипп II активно использовал золото и серебро для подкупа. Ему приписывают фразу «Так ли уж труднодоступно, чтобы не прошёл и осёл с грузом золота?». В античной истории был даже случай спекуляции и политической борьбы вокруг предсказания пифии. Незадолго до вторжения войск империи Ахеменидов под руководством Ксеркса на территорию Аттики афиняне отправили послов в Дельфы, чтобы узнать о своём будущем у Аполлона. Полученный ответ предвещал неминуемую гибель. Это естественно смутило афинян, и они отважились на повторное обращение к оракулу, но уже в качестве «умоляющих бога о защите». Последующий ответ пифии на первый взгляд оказался не намного лучшим. Однако оракул содержал слова, которые затем использовал афинский стратег Фемистокл для того, чтобы убедить сограждан не падать духом, а продолжить борьбу, переселившись на остров Саламин:
Лишь деревянные стены даёт Зевес Триптогенее

Несокрушимо стоять во спасенье тебе и потомкам ...

Остров божественный, о Саламин, сыновей своих жён ты погубишь: …
Фемистокл настоял на том, что «деревянные стены» — афинские корабли, а «гибель сыновей» относится к персам, так как в ином случае оракул сказал бы «несчастный Саламин», а не «божественный». Последующие археологические раскопки, а именно нахождение глиняных табличек с декретами Фемистокла, подтвердили правдивость слов античных классиков.
Кроме Дельфийского, оракулы Аполлона существовали в Дидимах, Кларосе, Троаде, в Гринейской роще в Эолиде, Патара, Делосе, Кианее в Ликии, Абах, Фивах, в храме Аполлона Птойского у подошвы горы Птой близ города Акрефии и множестве других мест.
Описание процесса пророчества у Кумской сивиллы содержится в «Энеиде» Вергилия:
Только к порогу они подошли, как вскрикнула дева:

«Время судьбу вопрошать! Вот бог! Вот бог!» Восклицала

Так перед дверью она и в лице изменялась, бледнея,

Волосы будто бы вихрь разметал, и грудь задышала

Чаще, и в сердце вошло исступленье; выше, казалось,

Стала она, и голос не так зазвенел, как у смертных,

Только лишь бог на неё дохнул, приближаясь. «Ты медлишь,

Медлишь, Эней, мольбы вознести? Вдохновенного храма

Дверь отворят лишь мольбы!» Так сказала дева — и смолкла. ...

Вещая жрица меж тем всё противится натиску Феба,

Точно вакханка, она по пещере мечется, будто

Бога может изгнать из сердца. Он же сильнее

Ей терзает уста, укрощает мятежную душу.

Вот уже сами собой отворились святилища входы,

В сто отверстий летят прорицанья девы на волю: ...

Так из пещеры гостям возвещала Кумская жрица

Грозные тайны судьбы — и священные вторили своды

Истины тёмным словам. Аполлон, сотрясая поводья,

Деву безумную гнал и вонзал ей под сердце стрекало.

Пыл безумный угас, и уста исступлённые смолкли; …
Последним предсказанием оракула от имени Аполлона стало прорицание пифии императору Юлиану Отступнику (361—363) о том, что больше предсказаний не будет.

## Праздники
В честь Аполлона в Древней Греции проводили многочисленные праздники, сопровождавшиеся зачастую спортивными играми. К таковым относятся:
- Боэдромии — приходились на седьмой день третьего месяца аттического календаря боэдромиона. Праздновали их в Афинах, Фивах и ряде других городов[87];
- Карнеи — главный дорийский праздник, особо почитаемый в Спарте, в честь Аполлона Карнейского. Праздновали ежегодно, в течение 9 дней, ближайшее время после летнего солнцестояния. Одновременно со спортивными проводили и музыкальные состязания, а также театральные постановки. Согласно античным представлениям происхождение праздника, равно как и эпитета Аполлона, связано со жрецом Карном. Во время похода его заподозрили в измене и убили. В отместку Аполлон наслал на войско мор. Дабы умилостивить бога, и были проведены первые Карнейские игры. Согласно современным представлениям Карн изначально был самостоятельным мифологическим персонажем, ответственным за урожай и сельскохозяйственные работы, чей образ впоследствии отождествили с Аполлоном[88][89][23];
- Дафнефории[нем.] — праздник, который отмечали раз в 9 лет в Дельфах, как память о покаянии Аполлона за убийство Пифона. Праздничную процессию возглавлял мальчик с оливковой ветвью, обвитой лавровыми венками и цветами. К ней также прикрепляли шарики, символизирующие Солнце, Луну и планеты[90];
- Таргелии — праздник в честь Аполлона и Артемиды в Афинах в день их предполагаемого рождения[91];
- Делии[англ.] — праздник на священном острове и предполагаемом месте рождения Аполлона Делосе. Особенностью данного фестиваля был его проафинский характер. Он являлся частью политики этого полиса по обоснованию своего владычества в Эгейском море. Праздник готовили афинские магистраты. Предположительно в месяце таргелионе на острове проходили выступления хоров, жертвоприношения, пиршества и спортивные игры во славу Аполлона. После освобождения Делоса от афинского влияния Делии были прекращены. Вновь их стали проводить уже в эпоху римского владычества[92];
- Гиакинфии[англ.] — трёхдневный праздник в Амиклах, связанный с мифом об Аполлоне и Гиацинте. Во время фестиваля юноши с кифарами пели песни, прославляющие Аполлона[93];
- Пифийские игры проходили в Дельфах с периодичностью раз в четыре года (вначале раз в восемь лет). Они включали как состязание музыкантов, так и атлетические игры, а также гонки колесниц[94]:17—20.

В Древнем Риме начиная с 212 года до н. э. ежегодно проводили Аполлинарии. Согласно преданию, во время Второй Пунической войны были найдены книги пророка Марция, в которых содержалось утверждение: «Если желаете, римляне, изгнать врага, эту чуму, издалека пришедшую, надо, думаю, посвятить Аполлону игры; да повторяются они ежегодно, Аполлону приятные». Один день в году в Большом цирке происходили гонки колесниц. В этот же день совершали жертвоприношения, проводили праздничные пиры и возносили мольбы к лучезарному богу.

## Основные мифы

### Рождение и детство. Дети Ниобы. Битвы с различными чудовищами и великанами
Аполлон был сыном Зевса и Лето. Мучимая ревностью жена верховного бога Гера преследовала беременную Лето по всей земле, пока та не попала на остров Делос. Согласно другому мифу Лето по наущению Геры преследовал змей Пифон. Бог морей Посейдон помог добраться роженице на остров, который закрыл волнами. Змей вернулся на гору Парнас, у подножия которой располагался Дельфийский оракул. На Делосе на горе Кинф Лето разрешилась от бремени Артемидой, которая затем помогла родиться брату Аполлону. Младенца вскормила нектаром и амброзией богиня правосудия Фемида, а по версии, изложенной у Плутарха, кормилиц было двое — богиня правды Алетейя и Кориталея. Гефест принёс в подарок Аполлону лук и стрелы.
Через несколько дней после рождения Аполлон прибыл на Парнас, где поразил подаренными Гефестом стрелами Пифона, отчего получил эпитет Пифийский. Кости змея он положил в треножник и основал Пифийские игры. В четырёхлетнем возрасте Аполлон построил на месте своего рождения на острове Делос алтарь из рогов ланей, подстреленных Артемидой.
Аполлон разыскал козлоногого бога пастухов Пана, от которого научился прорицанию. После того, как Дельфы и расположенный в них оракул стали владениями Аполлона, к нему прибыли сестра Артемида и мать Лето. Там её пытался, согласно одному из мифов по наущению Геры, обесчестить великан Титий. Аполлон и Артемида вовремя пришли на помощь к матери и пронзили его стрелами. Ещё раз они заступились за мать, когда Ниоба, имевшая множество детей, разгневала Лето разговорами о том, насколько она плодовитее и насколько её дети прекраснее и лучше. Рассерженная богиня пожаловалась Аполлону и Артемиде, которые стрелами умертвили всех детей Ниобы. Погиб также и муж Ниобы Амфиона, которого либо застрелили вместе с детьми, либо поразил Аполлон, когда тот в отместку захотел разорить святилище божества.
Аполлон участвовал в битве олимпийских богов с гигантами, убив одного из них, Эфиальта, или, по другой версии, Порфириона, стрелой. По другой версии, Эфиальт и От — могущественные братья-алоады — стали угрожать богам взгромоздить на Олимп другую гору, заковали в цепи бога войны Ареса и потребовали себе в жёны Геру и Артемиду. Аполлон, согласно одним мифам, пронзил их стрелами, а по другим — направил между ними быструю лань. Алоады, пытаясь её поразить копьями, попали друг в друга. Во время, когда из Тартара вышел Тифон, олимпийские боги были вынуждены на время бежать в Египет. Среди прочих был и Аполлон, превратившийся в ворона или ястреба. Также он очистил Родос от пребывающих на нём тельхинов, приняв образ волка.

### Гиперборея
С Аполлоном тесно связано представление о северной идеальной стране Гиперборея, в которую бог отправляется из Дельф на колеснице, запряжённой лебедями, в зимние месяцы. Там он, по одному из мифов, оплакал своего сына Асклепия. Слёзы бога превратились в янтарь. С этой страной его связывает происхождение матери Лето либо богини родовспоможения Илифии, прибывшей оттуда специально для помощи Лето.
По одному из мифов, был женат на дочери царя гипербореев Фемисто. У пары родилось два сына — Тельмисс и Галеот. Впоследствии они в качестве первых прорицателей направились на Сицилию и в Карию, где основали святилища с оракулами Аполлона.

### Аполлон на службе у Адмета
Согласно трагедии «Алкеста» Еврипида, сын Аполлона Асклепий воскресил человека, чем вызвал гнев Зевса, поразившего его молнией. После того как Аполлон убил в отместку циклопов, которые помогали Гефесту ковать зевсовы молнии, Зевс был готов изгнать своего сына в Тартар. Лето смогла уговорить верховного бога смягчить наказание. Аполлона отправили служить пастухом у царя города Феры в Фессалии Адмета. Девять лет Аполлон пас стада Адмета на берегах реки Амфрис. В свой первый день рождения молодой бог Гермес вылез из люльки, покинул пещеру и похитил коров Аполлона. Когда последний обнаружил пропажу, то отправился на поиски и узнал о личности похитителя. Гермес отрицал свою вину, оправдываясь невозможностью совершить кражу в столь юном возрасте. Дело вынесли на суд Зевса. Верховный бог распорядился вернуть Аполлону коров. По пути Гермес начал играть на сконструированной им из панциря черепахи лире. Игра на музыкальном инструменте настолько поразила Аполлона, что в обмен на неё он отдал Гермесу своё стадо. Расстались оба бога друзьями, дав клятвы друг другу о вечной дружбе. Также Гермес пообещал Аполлону, что больше никогда не украдёт ничего из его имущества.
Аполлон любил Адмета. Когда царь Иолка Пелий объявил, что выдаст свою красавицу дочь Алкестиду замуж за того, кто сможет запрячь льва и дикого вепря в колесницу и проехать на ней по ипподрому, то Адмет обратился за помощью к Аполлону. Тот согласился помочь и с помощью Геракла укротил двух диких животных.
Во время свадьбы Адмет забыл принести должные жертвы Артемиде. Разгневанная богиня то ли собиралась натравить, то ли натравила на незадачливого молодожёна змей, но благодаря заступничеству своего брата сменила гнев на милость и даже пообещала Адмету, что когда наступит его последний день, то смерть пощадит его, в случае если тот найдёт себе замену.
Когда за Адметом через несколько лет пришёл демон смерти, то Аполлон вновь помог царю Фер. Он напоил богинь судьбы мойр. Старухи не смогли вовремя перерезать нить жизни Адмета. Воспользовавшись отсрочкой, он побежал к своим престарелым родителям, прося вместо него согласиться отправиться в царство смерти. Они, в свою очередь, наотрез отказались преждевременно умирать, сказав, что не устали наслаждаться жизнью. Тогда Алкестида решила отправиться в Аид вместо мужа.
История закончилась счастливо. По одной версии, случайно оказавшийся в Ферах Геракл спас Алкестиду от смерти. По другой, богиня загробного мира Персефона оценила благородство поступка и отказалась принимать в свои владения душу благочестивой жены Алкестиды.

### Взаимоотношения с другими олимпийскими богами
Согласно одному из мифов, сын Аполлона Эриманф подглядел за обнажённой Афродитой во время купания. За это рассерженная богиня ослепила юношу. Аполлон, в свою очередь, превратил сына в вепря, который растерзал любовника богини Адониса.

### Возлюбленные и потомство Аполлона
Возлюбленных, как женщин, так и мужчин, у Аполлона было очень много. В большинстве мифов бог отличается некоторым пренебрежением к женщине, наравне с холодностью и незаинтересованностью в браке. Обычно возлюбленные не только терпели страдания от любви Аполлона, но и погибали от её последствий.
Антиковед А. Ф. Лосев группирует объекты любви Аполлона следующим образом. К первой группе он относит мифы, являющиеся результатом желания тех или иных племён и городов видеть именно это божество своим родоначальником. Так, через Иона и его мать Креусу Аполлон становится прародителем ионян, Синопу он похитил на месте одноимённого города Синопа и т. д. Особенности этих мифов состоят в игнорировании любовных мотивов, отсутствии или недостаточно красочной проработке сюжета. Соответствующие, согласно А. Ф. Лосеву, примеры приведены в комментарии.
Второй тип любовных связей Аполлона также лишён ярких эротических мотивов, а повествования о них прославляют бога в качестве целителя, пророка, архитектора и строителя, стрелка из лука, как олицетворение красоты, искусств через детей, унаследовавших то или иное качество божественного родителя. К потомству этого типа можно отнести и тех прославленных мифологических поэтов, музыкантов и певцов, персонифицирующих таланты самого Аполлона. Даже некоторых реально существовавших великих поэтов и философов, таких как Гомер, Платон и Пифагор, могли относить к потомству Аполлона.
К третьей группе Лосев причисляет гомосексуальные связи Аполлона. Античные источники приводят различные имена возлюбленных данной категории. Плутарх причисляет к любимцам Аполлона Форбанта, Гиакинфа, Адмета и Ипполита Сикионского, христианин Стефан Византийский записывает миф о возлюбленном бога Гилле, на месте гибели которого в Карии временами пребывает Аполлон. В различных античных источниках то возлюбленными, то детьми этого бога называют Бранха, Атимния, Иаписа, Кинира, Клароса, Потниея, Скефра, а также некоего Гименея, правнука Адмета.
К четвёртой группе относят Гестию. Богиня семейного очага оказалась нечувствительной к чарам Афродиты и предпочла целомудрие любви, отвергнув всех добивавшихся её поклонников, включая Аполлона. Гестия была не единственной, кто отверг этого бога. По одному из мифов, Аполлон похитил Марпессу во время свадьбы. Жених Идас преследовал бога и, догнав его, вступил в бой. Схватку прекратил Зевс, предложив девушке самой выбрать возлюбленного. Марпесса благоразумно решила, что, когда наступит старость, Аполлон её бросит, и предпочла смертного Идаса. Также данный бог сватался к Персефоне, но был отвергнут. Он преследовал неких Болину и амазонку Грину, которые предпочли броситься в море вместо покорения богу красоты. Касталия избежала погони со стороны Аполлона, превратившись в источник на горе Парнас, вода из которого впоследствии использовалась в ритуальных целях в Дельфах.
Пятую группу составляют мифы с явно выраженным хтонизмом. К таковому потомству следует отнести корибантов и куретов, к которым Аполлон пришёл на помощь во время битвы с Мелеагром, поразив последнего стрелой, а также согласно некоторым античным источникам — Пана. Согласно Диодору Сицилийскому сыновьями этого бога были также Кентавр и Лапиф. В данных случаях Аполлон фигурирует в качестве хтонического демона, а не олимпийского божества.
К шестой группе относят мифы, связанные с той или иной стихией. Возлюбленные бога гибнут вследствие того или несчастного случая, тем самым являя неподчинённость природы Аполлону. Наиболее известными являются мифы о Гиакинфе, Дафне, Кипарисе и Дриопе. В одном из мифов Аполлон убивает брата похищенной им Мелии Каанфа, сына Океана, за то, что тот дерзнул поджечь священный участок олимпийского бога.
Седьмую группу составляют мифы о тех простых смертных женщинах, которые захотели стать на одну плоскость с Аполлоном и проявили свой характер. К ним относят мифы о Марпессе, Корониде и Кассандре.

#### Аполлон и Гиацинт
В спартанского принца Гиацинта влюбились певец Фамирид и Аполлон. Певец решился на состязание с музами. После проигрыша богини искусств и наук лишили его зрения, а также дара пения и игры на кифаре. Неудачный вызов музам Фамирида избавил Аполлона от соперника. По одной из версий, описанной у Палефата, к юноше также воспылал любовью один из богов ветра Зефир. Во время игры в диск с Аполлоном мучимый ревностью Зефир перенаправил снаряд бога в Гиацинта. По другой версии, юноша погиб, пытаясь поймать брошенный Аполлоном диск, по третьей — попадание было случайным. Из крови умирающего Гиацинта вырос цветок, названный по его имени.

#### Аполлон и Дафна
Вскоре после победы над Пифоном гордый Аполлон оскорбил Купидона, подтрунив над ненадёжностью его стрел. За это божество любовного влечения отправило острую стрелу в Аполлона, а тупую, вызывающую антипатию к противоположному полу, в нимфу Дафну. Все ухаживания Аполлона оказались тщетными. В конечном итоге обуянный желанием бог стал преследовать Дафну. Когда он её догнал, то нимфа взмолилась, обратившись с просьбой к родителям защитить её. В тот же миг она превратилась в лавровое дерево. Тогда Аполлон сделал лавр своим излюбленным растением, которое стало неразрывно связанным с ним. Вечнозелёное растение стало атрибутом бога, в связи с чем именно лавровые венки возлагали на голову победителя в Пифийских играх, а также триумфатора в Древнем Риме.

#### Аполлон и Кипарис
Кипарис был возлюбленным Аполлона. Молодой человек приручил красивого оленя, которому оплетал цветами рога, водил на водопой. В один из дней он случайно смертельно ранил своего питомца. Скорбь Кипариса была настолько большой, что даже Аполлон не смог его утешить. Вняв просьбам юноши, олимпийский бог превратил Кипариса в одноимённое дерево печали и скорби.

#### Аполлон и Кассандра
Ещё одной возлюбленной Аполлона была дочь троянского царя Приама Кассандра. Девушка вначале согласилась отдаться Аполлону, за что и получила от него дар пророчества. После этого она отвергла бога, тем самым обманув его. В отместку он сделал так, что предсказаниям Кассандры никто не верил, тем самым сделав её несчастной. Кассандра видела будущее, но все её предупреждения игнорировали.

#### Аполлон и Коронида
Одна из возлюбленных Аполлона Коронида, уже будучи беременной Асклепием, изменила богу со смертным Исхием. Разгневанный бог убил их обоих, после чего достал из чрева Корониды младенца и отдал его на воспитание кентавру Хирону. Отец Корониды Флегий сжёг один из храмов Аполлона, за что был им убит.

### Марсий и другие соперники Аполлона
Марсий подобрал авлос (древнегреческий аналог флейты), который выбросила Афина, и достиг в игре на нём совершенства. После этого он отважился состязаться с самим Аполлоном в мусическом искусстве. Судить музыкантов поручили музам. Вначале они не могли отдать предпочтение ни Аполлону, который играл на кифаре или на лире, ни Марсию или, по другой версии, признали игру пастуха превосходящей таковую бога. Тогда Аполлон предложил дополнить игру пением, чего Марсий со своим духовым инструментом сделать не мог. На возражения соперника Аполлон ответил, что либо каждому из них дозволено использовать руки и рот одновременно, либо пусть в своей игре соперник применяет исключительно руки. Музыка с пением в исполнении Аполлона произвели на муз более сильное впечатление, и они присудили победу именно ему. Рассерженный сложностью победы и близостью к поражению, Аполлон содрал кожу с Марсия, которую подвесил на дерево.
Похожую историю приводит Павсаний об убийстве Аполлоном одного из величайших музыкантов Лина, сравнившегося с богом в искусстве пения. Также Аполлон убил Еврита за то, что тот вызвал бога на состязание по стрельбе из лука. Та же судьба постигла и возомнившего себя равным богу в кулачном бою Форбанта.

### Аполлон и Геракл
По одному из мифов, после того, как Геракл убил своих племянников и детей от Мегары вследствие насланного на него Герой безумия, мифологический герой пришёл к святилищу Аполлона в Дельфах. Он попросил совета, как ему очистить себя от совершённого преступления. Аполлон не захотел давать ответ. Пифия Ксеноклея прогнала Геракла. Возмущённый полубог взял треножник, с которого возвещались предсказания, и вынес из храма. Такого святотатства Аполлон допустить не смог и вступил за треножник в бой. Между Аполлоном и Гераклом началась борьба. Зевс разнял противников, бросив между ними молнию. Братья помирились, а Геракл получил предсказание о том, как искупить своё прегрешение. Сцена нашла отображение в убранстве Дельфийского оракула. Группу, где Аполлон и Геракл держатся за треножник, Лето и Артемида успокаивают Аполлона, а Афина — Геракла, создали несколько скульпторов.
Ещё раз у Аполлона возник спор с Гераклом и Артемидой относительно того, кто должен обладать городом Амбракия. Судьёй назначили известного своей справедливостью Крагалея. Тот, выслушав доводы сторон, присудил город Гераклу. Возмущённый Аполлон превратил судью за это в камень.
Согласно Павсанию Аполлон ревниво относился к славе Геракла, особенно в ситуациях, когда сына смертной ставили выше его самого. Так, по одной из версий, он даже застрелил легендарного спартанского царя Аристодема за то, что тот вместо того, чтобы испросить пророчество у Аполлона, обратился за советом к Гераклу.

### Аполлон и Троя
Среди множества мифов, связанных с Троей, Аполлон занимает если и не центральное, то весьма важное место. Согласно одной из историй об основании города, жители Крита во время голода отправились искать новое место для жизни. Аполлон посоветовал им основать поселение там, где под покровом ночи на них нападут «порождения земли». Когда полчища голодных полевых мышей напали на лагерь критян и перегрызли все кожаные ремни на оружии и утвари, поселенцы решили, что пророчество сбылось. На этом месте основали святилище Аполлону Сминфейскому («Мышиному»), вокруг которого вырос город Сминфий.
Потомки сминфейцев впоследствии основали Трою. По обнаружении палладиума — изображения Паллады, сделанного лично Афиной, — Аполлон дал совет охранять артефакт, ибо там, где он хранится, будет высшая власть. Вместе с Посейдоном, приняв вид простого смертного, Аполлон служил Лаомедонту при постройке стен города. Впоследствии, когда царь обманул богов с выплатой положенного им вознаграждения, данный бог наслал на Трою чуму. Аполлона многое связывало с Троей. Согласно мифам Аполлодора царевич Троил был сыном не Приама, а Аполлона. Поддержка главного героя Трои Гектора этим олимпийским богом в послегомеровской традиции стала причиной появления версии о том, что он был сыном Аполлона.
На протяжении всей Троянской войны Аполлон помогал осаждённому городу. В самом её начале он девять дней посылал губительные стрелы на войско греков, вызвав в их стане эпидемию. Он спасает Энея от смертельной опасности во время битвы с Диомедом, отводит выпущенную в Гектора стрелу, сопровождает троянцев и помогает им во время вылазки к греческим кораблям, трижды отбивает атаку Патрокла, а затем вынуждает Гектора вступить в битву. Именно Аполлон руками смертного послал смертоносную стрелу в Ахилла.

### Эвгемеристические толкования мифов об Аполлоне
Эвгемеризм представлял собой доктрину, объяснявшую происхождение богов посмертным обожествлением смертных. Цицерон в трактате «О природе богов» 45 года до н. э. приводит четыре таких толкования, подчёркивая их порочный характер:
- по одной версии, Аполлон был сыном Вулкана и Минервы и считался хранителем Афин;
- по другой — сыном критского Корибанта;
- по третьей — сыном Юпитера и Лето, пришедшим в Дельфы из страны гипербореев;
- по четвёртой — неким законодателем, давшим жителям Аркадии законы (отчего он получил эпитет Номион (др.-греч. Νόμιον) от «номос» — «закон»)[206].

Климент Александрийский (150—215) упоминает ещё двух Аполлонов — ливийского, сына Аммона, а также сына Магнета. Сделано это было в контексте обращения к язычникам с целью показать несостоятельность их верований.

## Календарная мифология Аполлона
В Древней Греции единого календаря не существовало. В разных областях они отличались не только собственными названиями месяцев, связанных зачастую со справляемыми в них праздниками, но и представлениями о начале года. Общим было использование лунных месяцев. День начинался с заходом Солнца, месяц вечером того дня, когда всходила новая Луна. Первый день месяца был посвящён Аполлону. Также с ним был связан седьмой день, как и сама цифра 7. Аполлон родился семимесячным на седьмой день месяца, его лира содержала семь струн. Это подчёркивает один из эпитетов этого олимпийского бога Гебдомагет (Ἑβδομαγέτης, «седмичник»).
В Аттике год начинался с первого новолуния после летнего солнцестояния. Первый месяц гекатомбеон был посвящён Аполлону как покровителю государства и народа. Название второго месяца метагейтниона связано с праздником Аполлона Соседского (Аполлона Метагейтнийского) Метагейтния. В этот день приносили жертвы богу в память о переселении жителей Мелиты в Диомею. Хоть эти области представляют собой разные районы Афин и находятся относительно недалеко друг от друга, факт переселения и праздник символизировали переход граждан Аттики от родовых взаимоотношений к соседским.
Третий месяц боэдромион также был связан с Аполлоном. 7 боэдромиона проходил праздник в честь Аполлона Боэдромия (дословно «помогающего в сражении криком»), подчёркивающий его функцию помощника воинам. В четвёртый месяц пианопсион этому богу приносили т. н. иресионы — оливковые и лавровые ветви, обвитые шерстью и обвешанные фруктами, горшочками с мёдом и вином. Они символизировали изобилие и победу над природой. В одиннадцатый месяц таргелион справляли праздник в честь дня рождения Аполлона Таргелии. Таким образом, в аттическом календаре пять месяцев были непосредственно связаны с Аполлоном.
В Дельфах существовал свой собственный календарь, все месяцы которого, за исключением трёх зимних, были связаны с Аполлоном. Так, к примеру, во время бисия отмечали победу бога над Пифоном, а в септерион провожали его в страну гипербореев.

## Образ и имя Аполлона в искусстве

### Скульптуры и картины
В изобразительном искусстве Аполлона представляют в качестве идеала мужской, юношеской красоты. Преимущественно это безбородый юноша, чьи пышные волосы либо ниспадают на плечи, либо связаны узлом. Стройный, с выражением величавости на лице, бог на многих картинах и статуях изображён со своими атрибутами, к которым относятся серебряный лук и золотые стрелы, золотая кифара (отсюда его эпитет Кифаред — «Играющий на кифаре») или лира, эгида, лавровый венок. Иногда, когда он играет на музыкальном инструменте или руководит музами, на нём ниспадающая одежда.
Среди сохранившихся до наших дней античных скульптур особо выделяют «Аполлона из Беотии» VIII века до н. э., «Аполлона Тенейского» и «Аполлона Птойского» VI века до н. э., «Аполлона из Вей» около 500 года до н. э., «Аполлона из Пьомбино» начала V века до н. э. По римским копиям известны «Аполлон Тибрский» Фидия, «Аполлон, убивающий ящерицу» Праксителя, «Аполлон Кифаред» неизвестного скульптора и другие. Среди множества произведений особняком стоит «Аполлон Кифаред из Помпей». В скульптуре, в отличие от других, представляющих древнегреческого бога в качестве идеала красоты, искусствоведы отмечают вялость форм и припухлость тела в области поясницы, отсутствие чёткой конструктивной основы фигуры. В рельефе западного фронтона храма Зевса в Олимпии статуя Аполлона занимает центральное место. Эпизоды из различных мифов об этом боге нашли отображение в древнегреческой вазописи.
В период Средневековья Аполлона изображают в миниатюрах с луком и стрелами, иногда с лирой в сопровождении муз или граций, а также как олицетворение Солнца.
В конце XV столетия была обнаружена статуя «Аполлон Бельведерский». Это римская копия с греческого оригинала IV века до н. э., предположительно авторства Леохара, древнегреческого зодчего, вместе со Скопасом работавшего над убранством пятого чуда света мавзолея в Галикарнасе. Всё тело скульптурного Аполлона в движении. За спиной у него предположительно висел колчан для стрел, а в протянутой левой руке находился лук, в опущенной правой — ветвь лавра. Образ бога отличают чрезвычайная элегантность и равновесие между широким обобщением и проработкой мелких деталей. Статую стали воспринимать в качестве совершенного скульптурного творения. «Отец истории искусств» Иоганн Винкельман описывал её «высшим идеалом искусства среди всех произведений древности». Находка «Аполлона Бельведерского» способствовала тому, что наиболее известные художники Ренессанса и Нового времени стали создавать картины с Аполлоном. К наиболее популярным сюжетам следует отнести:
- «Парнас» (А. Мантенья, Рафаэль Санти, Ф. Приматиччо, Н. Пуссен):
  - фреска «Парнас» принадлежит к всемирно известным станцам Рафаэля. Она помещена в одном из залов Папского дворца в Ватикане рядом с другими фресками, символизирующими философию («Афинская школа»), богословие («Диспута»), мудрость, умеренность и силу («Добродетели и закон[англ.]»). «Парнас» аллегорически представляет поэзию и музыку. В центре произведения сидящий Аполлон играет на лире да браччо. Вокруг него расположились девять муз, рядом стоят великие поэты Античности и Ренессанса. Часть из них идентифицирована достоверно, относительно других среди искусствоведов существуют различные мнения[224][225];
  - ко всемирно известным произведениям времён Ренессанса относят картину «Парнас[англ.]» А. Мантеньи, которая по состоянию на 2019 год находится в Лувре. В центре изображены Венера со своим любовником Марсом. Вызванный насмешками Купидона из пещеры, обманутый муж Вулкан в ярости смотрит на неверную супругу. В это же время музы под звуки лиры Аполлона ведут свой хоровод. Картина перегружена символами и аллегориями, которые, в частности, несут морализаторский характер, осуждая свободную, плотскую страсть, не внемлющую голосу разума[226];
  - после работ Рафаэля и Мантеньи элизиум Парнаса начинают помещать не только на стенах, но и на потолках парадных дворцовых залов. К таковым искусствоведы относят росписи на римской вилле папы Юлия и во дворце французских королей Фонтенбло работы Ф. Приматиччо[227][228];
  - под влиянием Рафаэля Никола Пуссен нарисовал картину «Аполлон и музы[англ.]» или «Парнас», которая ныне экспонируется в Прадо. Одна из муз венчает голову Гомера, склонившегося перед Аполлоном, лавровым венком. В образе древнегреческого поэта изображён друг Пуссена. В центре картины находится нимфа Касталия, которая согласно мифам превратилась в ручей, чтобы избежать преследования бога. Из этого ручья амуры черпают воду, даря через неё вдохновение музам и поэтам. Полотно построено на контрасте ярких и блеклых цветов[229][230].
- «Аполлон и музы» (Л. Лотто, Джулио Романо, Тинторетто, Н. Пуссен, К. Лоррен, А. Р. Менгс и др.):
  - Лоренцо Лотто на своей картине «Аполлон и музы» изобразил сюжет о том, как музы теряют стыд, резвясь в обнажённом виде с незнакомыми мужчинами, в то время как бог-покровитель искусств Аполлон спит. Работа наполнена символами и аллегориями относительно того, что талантам нельзя давать полную свободу, так как они нуждаются в контроле и поддержке[231];
  - в Палаццо Питти находится картина Джулио Романо, на которой Аполлон танцует в хороводе с музами[232];
  - на картине «Вдохновение поэта[англ.]» Н. Пуссена, экспонирующейся в Лувре, Аполлон в сопровождении музы направляет перо поэта, которому Купидон возлагает на голову венок[233];
  - Тинторетто на картине «Музы» изобразил муз с характерными для каждой из них атрибутами, а Аполлон символически представлен Солнцем[234];
  - французский живописец Клод Лоррен в 82 года нарисовал картину «Аполлон и музы на горе Геликон». Здесь Аполлон находится в окружении девяти муз. В углу мифологический крылатый конь Пегас ударяет копытом по скале, чтобы освободить источник художественного вдохновения. Манера передачи света, природа, река с лебедями создают именно ту атмосферу возвышенности, которую и предполагает творческое вдохновение, олицетворяемое Аполлоном[235];
  - на картине А. Р. Менгса 1761 года сюжет «Аполлон и музы» дополнен матерью муз Мнемосиной[236];
  - этот сюжет не обошли своим вниманием и сюрреалисты. На картине Джорджо де Кирико «Тревожные музы[англ.]» персонажи античной мифологии, которых можно определить на основании соответствующих атрибутов, расположены на фоне современных завода и крепости[237]:221—222.
- «Аполлон со своей сестрой Артемидой» (А. Дюрер, Л. Кранах Старший и др.):
  - на гравюре Дюрера, которая по состоянию на 2019 год хранится в Британском музее, обнажённый Аполлон держит в левой руке Солнце, а в правой посох. Диана изображена со спины[238];
  - на картине Лукаса Кранаха Старшего Диана и Аполлон находятся на фоне леса. Немецкий живописец подчёркивает физическую красоту Аполлона, а также тесную связь богов с лесом и охотой. Особенность этой работы заключается в том, что главные герои не имеют явных атрибутов олимпийских богов, а обнажённые персонажи очень похожи на первых людей, Адама и Еву, в Эдемском саду. Более того, первый владелец принц Альберт приобрёл картину как изображение Адама и Евы, а впоследствии искусствоведы определили их как Аполлона и Диану[239].
- «Аполлон правящий солнечной колесницей» (фрески Б. Перуцци и Г. Рени, картины Джулио Романо, Доменикино и др.)[222].

Также широкое распространение получили сюжеты, связанные с мифами о Марсии, Аполлоне, стерегущем стада Адмета (Ф. Бассано, Доменикино, К. Лоррен и др.), «Аполлон, Нептун и Лаомедонт строят стены Трои» (Доменикино, С. Роза и др.), «Аполлон убивает Пифона» (Доменикино, П. П. Рубенс, Э. Делакруа).
Среди множества изображений выделяют скульптурную группу из слоновой кости Якоба Ауэра, в которой автору удалось мастерски отобразить момент превращения Дафны в лавровое дерево. К значительным произведениями европейской пластики относятся «Аполлон» Я. Сансовино, «Аполлон и Дафна» Д. Бернини, «Аполлон» Б. Торвальдсена, а также «Аполлон» Огюста Родена.

### Музыка, балет
Среди музыкальных произведений, основанных на мифах об Аполлоне, мировую известность приобрели кантата Иоганна Себастьяна Баха «Состязание между Аполлоном и Паном», зингшпиль Вольфганга Амадея Моцарта «Аполлон и Гиацинт», опера Кристофа Глюка «Празднества Аполлона». По древнегреческим мифам об Аполлоне Жан-Батист Люлли создал балет «Влюблённый Геракл», а композитор И. Ф. Стравинский — «Аполлон Мусагет».

## На монетах и банкнотах
Аполлона часто помещали на античные монеты греческих полисов и их колоний. В ряде случаев он изображён в лавровом венке (Катана, Региум, Сиракузы, Метапонт, Леонтины, Кротона и др.), на других в квадриге рядом со своей сестрой Артемидой (Селинунт и др.), сидя на предполагаемом центре земли омфале (Дельфы, государство Селевкидов и др.), стреляющим из лука в Пифона (Кротона и др.). На монетах также чеканили такие атрибуты Аполлона, как кифара и треножник.
Изображение Аполлона как покровителя правящей династии на монетах было характерным для государства Селевкидов. После его распада олимпийского бога продолжили чеканить на монетах правители новообразованных государств. Так, к примеру, бюст Аполлона преобладает на деньгах десяти правителей Греко-Бактрийского (250—125 годы до н. э.) и Индо-греческого царств (180 г. до н. э.— 10 год н. э.), занимавших территории частей современных Ирана, Пакистана и Индии. Современные антиковеды группируют изображения Аполлона на эллинистическом Востоке по характеру изображения и выделяют 12 типов:
1. бюст Аполлона в лавровом венке;
2. бюст с длинными волосами;
3. стоящий Аполлон с луком и стрелами;
4. стоящий бог со стрелой в руках;
5. стоящий Аполлон со стрелой в правой руке;
6. сидящий Аполлон со стрелой;
7. сидящий Аполлон на омфале;
8. атрибут Аполлона — треножник;
9. Аполлон (справа) и, предположительно, Дафна (слева);
10. Аполлон (слева) и, предположительно, Дафна (справа);
11. бюст Аполлона, повёрнутый влево на три четверти;
12. Аполлон, стоящий с протянутой вверх правой рукой. В данном случае его изображение имеет сходство с Митрой.

В Древнем Риме культ Аполлона был официально принят в первой половине V столетия до н. э. В городе чеканка монет находилась в ведении сената, который назначал монетариев, ответственных, в свою очередь, за технологический процесс выпуска и самостоятельно определявших изображения аверса и реверса. Характерной традицией республиканской эпохи стало создание таких монетных типов, которые были каким-то образом связаны с родом монетария, прославляли его богов-покровителей. Тот факт, что Аполлона на монетах помещали монетарии нескольких десятков родов, свидетельствует о возросшем почитании данного бога в Римской республике II—I столетий до н. э.
На монетах Римской республики Аполлон появляется в самых разных ипостасях. В качестве покровителя муз его запечатлели на монетах Квинта Помпония Музы, как бога-Солнце — на денариях Мания Аквилия, Луция Лукреция Триона, Кордия Руфа и Луция Валерия Ацискула. На монетах Публия Клодия Туррина и Марка Антония, выпущенных на Востоке, Аполлон символизирует восходящее солнце. В качестве бога-прорицателя и автора Сивиллиных книг он появляется на монетах Гая Публиция Маллеола.
Голова Аполлона на деньгах, отчеканенных при Пизоне Фруги, Вибии Пансе, Гае Марции Цензорине, Публии Крепусии, Луции Марции Цензорине и Квинте Цецилии Метелле Пие, имеет отсылку к храму Аполлона, расположенному рядом со священным местом, где сенат совещался с полководцами. На монетах Сервия Сульпиция Аполлон предстаёт как бог острова Делос.
Особенностью эллинистических государств было изображение правителя в виде того или иного божества. На монетах Августу стали придавать черты Аполлона, либо Аполлону черты Августа. Аполлон занимал важную роль в древнеримском пантеоне. Именно его Август считал своим покровителем в битвах при Филиппах и Акциуме. Во время правления данного императора неоднократно выпускали монеты с изображением этого бога и аббревиатурой «ACT» — «Актийский» (тот, который помог в битве при Акции). Кроме августовских, в императорскую эпоху монеты с Аполлоном чеканили при Домициане, Траяне, Адриане, Антонине Пие, Коммоде, Песценнии Нигере, Септимии Севере, Каракалле, Гете, Максимине Фракийце, Гордиане III, Филиппе I Арабе, Деции Траяне, Требониане Галле, Волузиане, Эмилиане, Валериане, Галлиене, Клавдии II, Квинтилле, Аврелиане, Постуме, Караузии, Макриане Младшем и Квиете.
В 1718 году изображение Аполлона поместили на один из монетных типов далеров Гёрца.
В Новое и Новейшее время Аполлона стали помещать на банкноты. Античный олимпийский бог присутствовал на купюрах Алжира, Греции, Египта, Судана и Туниса,

## В астрономии и космонавтике
Образ Аполлона нашёл своё отображение на звёздном небе. Античные греки, по одной из гипотез, воспринимали планету Меркурий на утреннем и вечернем небе по отдельности, хотя астрономы и предполагали, что это одна и та же планета. Утренний Меркурий назывался Аполлон, в то время как вечерний — Гермес, в честь двух олимпийских богов.
По одной из легенд, Аполлон послал ворона за водой, чтобы приготовить благоухания Зевсу. По пути птица увидела финиковую пальму. Она начала дожидаться созревания плодов и забыла о поручении. После того, как финики созрели и ворон утолил свой голод, он вспомнил о приказе Аполлона. Тогда, поймав в когти гидру, он вернулся к Аполлону и стал утверждать, что именно она не дала ему возможности набрать и вовремя принести воду. Разгневанный ложью бог забросил ворона, чашу и гидру на небо. Он также сказал, что ворон будет всегда испытывать жажду, так как при всём желании не сможет дотянуться до рядом расположенной чаши.
Ещё по одному мифу, первоначально изложенному у Арата, а впоследствии приведённому у Гигина, Аполлон поместил свою дочь Парфенос, умершую в детстве, на небо созвездием Девы.
По состоянию на 2019 год именем Аполлона названы кратер на Луне, группа околоземных астероидов с первым в истории открытым астероидом, пересекающим орбиту Земли.
Именем Аполлона была названа программа пилотируемых космических полётов NASA, принятая в 1961 году. Программа «Аполлон» и последующая высадка на Луну, осуществлённая в 1969 году, являются одним из величайших достижений в истории человечества.

## В философии
Античные представления об Аполлоне нашли отображение в философии Нового и Новейшего времени. Впервые термин «аполлоновское» использовал немецкий философ Шеллинг. Он указывает, что в каждом человеке можно найти слепую («дионисийскую») силу, которой противостоит сила осмысленная, ограничивающая себя («аполлоновская»).
В произведении «Рождение трагедии из духа музыки» 1872 года Фридрих Ницше описывает две противоположные категории культуры, которые по именам отождествляющих их греческих богов называет аполлонической (аполлоновской) и дионисийской. «Аполлон, как бог всех сил, творящих образами, есть в то же время и бог, вещающий истину, возвещающий грядущее. Он, по корню своему „блещущий“, божество света, царит и над иллюзорным блеском красоты во внутреннем мире фантазии». Аполлоническое начало отличают чувство меры, отсутствие диких инстинктивных порывов, самоограничение и контроль разума. В противоположность аполлоническому разумному началу существует дионисийское инстинктивное. Любая культура, по мнению Ницше, является синтезом этих двух начал с преобладанием одного из них.
Близким по сути к выделению «аполлонического» и «дионисийского» в каждом человеке и культуре является учение З. Фрейда о сознательном и бессознательном.